# Pustynka (rejon kowelski)
Pustynka (ukr. Пу́стинка) – wieś na Ukrainie w rejonie kowelskim należącym do obwodu wołyńskiego.
Do 2020 w rejonie lubomelskim.